# Heteromirafra ruddi
La alondra de Rudd (Heteromirafra ruddi) es una especie de ave passeriforme de la familia de los aláudidos.

## Distribución y hábitat
Esta alondra es endémica de Sudáfrica. Su hábitat natural son los pastizales de altura en zonas subtropicales o tropicales. Se encuentra amenazada por pérdida de hábitat.